# Vodna fontana
Vodna fontana je zgradba pretežno okrasne oblike, čigar namen je urejevati curke vode, ki prihajajo na dan iz naravnih ali umetnih izvirov (vodovodov). Medtem ko je v vodnjakih voda zajeta v večje ali manjše bazene in se obnavlja z nevidnimi pritoki in odtoki pod vodno gladino, na fontanah voda priteka iz okrasnih odprtin (na primer levje žrelo ali široko odprta usta povodnega moža) in večkrat tudi odteka v umetniško obdelane odprtine (vrče, školjke in podobno). Zelo pogost je odtok v obliki vodometa.

## Zgodovinski podatki
Beseda fontana izhaja iz latinščine (fons –ntis = izvir) in se danes uporablja v večini romanskih jezikov. Že v 7. stoletju pred našim štetjem se je v rimskih provincah tako imenoval zaključni del javnega vodovoda, torej točka, kjer je voda prihajala na plano. Običajno je to bilo kamnito levje žrelo, ki je obrobljalo konec železne cevi v zidu. 
Pozneje so se vodnjaki počasi spreminjali iz koristne napeljave v umetnino. Nastajale so večje ali manjše stavbe, v katerih je voda prihajala na dan iz raznih cevi in pri straneh odtekala v posebne odtoke in rezervoarje. Stavbe same so postajale prava poslopja s prizidanimi prostori za različne namene. S časom so se razvile tudi vodne igre, ki so se uprizarjale na prostem ali celo v posebnih poslopjih (nimfejih), ki so obsegali več vodnjakov.
V zgodnjem srednjem veku se je v večini Evrope uporaba vodnjakov skrčila na golo uporabo vode. Stare stavbe, od rimskih kopališč do nimfejev, so bile porušene in pozabljene. V Italiji so se šele v 13. stoletju začeli ponovno pojavljati vodnjaki, ne več kot primitivni okraski vodovodnih cevi, ampak kot pravi spomeniki sredi večjih trgov in v vrtovih palač. Vse do 19. stoletja, ko je gradnja vodnjakov dosegla enega od viškov, so arhitekti in kiparji kar tekmovali v tej zvrsti umetnosti (v baroku pri nas Robbov vodnjak, Da Pontejev vodnjak v Kopru).
Zanimanje za monumentalne fontane narašča ob urejanju novih trgov mest od Evrope do Azije. Posebnost so različne vodne orgle, npr. v Singapurju, pri nas so vodne igre uredili v Celju. Raznoliki vodometi so v javnih in zasebnih parkih.

## Nekatere znane fontane
Iz obdobja pred našim štetjem poznamo, pretežno iz nekaterih zapisov, antične fontane Kaliroe v Atenah, Pirene in Glauce v Korintu ter Jalizija na otoku Rodos. V starem Rimu je slovela fontana posvečena Kamenam (muzam). V Pompejih so odkopali večje število fontan na križiščih cest, na trgih in tudi v zasebnih hišah.
Iz 13. stoletja je mogoče omeniti razne fontane v Srednji Italiji (Viterbo, Aquila, Siena in drugod). Ohranjene so nekatere v sedanji Nemčiji, v gotskem slogu. Tudi arabska ustvarjalnost je zapustila nekaj lepih fontan, na primer v Alhambri.
Iz renesanse in baroka so pomembne italijanske, med njimi številne rimske fontane (vodnjak Trevi, Piazza Navona, Vatikan; vodnjaki v Villi d' Este). Vrhunec baročne vrtne umetnosti so fontane v parku Versajske palače pri Parizu.